# Zell (powiat Cham)

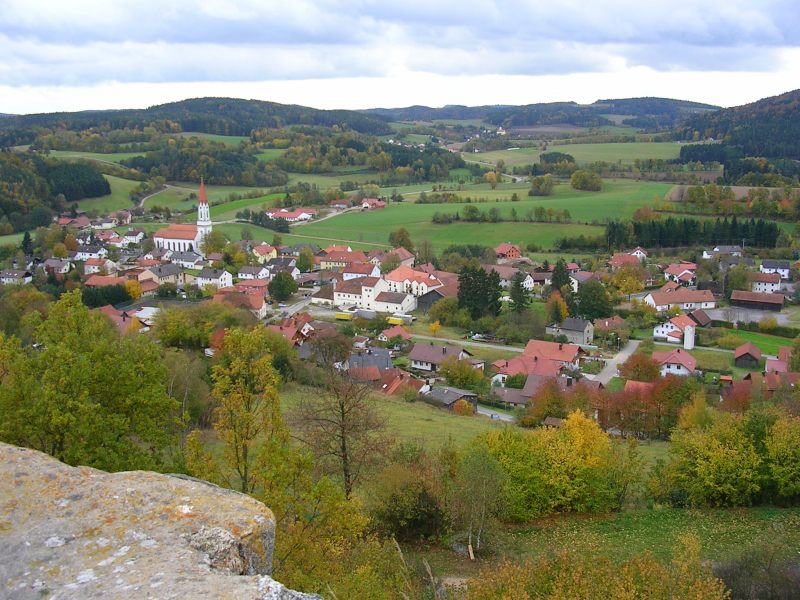
Panorama Zell

 Zell – miejscowość i gmina w Niemczech, w kraju związkowym Bawaria, w rejencji Górny Palatynat, w regionie Ratyzbona, w powiecie Cham, wchodzi w skład wspólnoty administracyjnej Wald. Leży w Lesie Bawarskim, około 20 km na południowy zachód od Cham, przy drodze B16.

## Zabytki i atrakcje
- ruiny zamku Lobenstein